# Tadeusz Kutrzeba
Tadeusz Kutrzeba, poljski general, * 1886, † 1947.